# 消尽
知的財産法において、知的財産権の消尽（しょうじん、英語: exhaustion）、用尽（ようじん）、消耗とは、権利者が生産・販売等をした知的財産権に係るもの（特許製品・著作物等）について、知的財産権がその目的を達成したとして権利行使が制限されることをいう。すなわち、知的財産権の消尽を認めると、権利者が生産・販売した製品を、第三者が販売する行為には、知的財産権が及ばなくなるため、その第三者は、権利者の許諾なしにその製品を販売できる。こうした知的財産権の消尽を説明して支持する理論を消尽論または用尽論という。
知的財産権が消尽するか否かは、知的財産権の種類ごとに様々である。法律に明文で規定されている場合や、法律には規定されていないが判例と学説によって確立されている場合がある。
こうした消尽論が必要となるのは、知的財産法において、権利者は、知的財産権にかかるものの販売をする権利を専有する（独占排他権）と規定されるためである。こうした規定を文言通りに解釈すると、権利者が販売した製品であっても、第三者がその製品を販売した場合、知的財産権の侵害となる。しかし、この解釈を貫くと商品の流通の自由が損なわれるため、第三者の販売行為を認めるために消尽という考えが適用されることがある。
また、消尽には、国内における流通を問題とする国内消尽と、国境を越えた流通を問題にする国際消尽がある。知的財産権の国際消尽を認めるか否かの問題は、発展途上国と先進国との間の通商問題となっている。

## 日本の事例

### 特許権
日本の特許法では、消尽の規定はなく、判例によって確立されている。
特許権者が特許製品を販売した場合には、特許権は消尽したものとして、その特許製品を転売する等の行為には及ばない（特許権を侵害しない）と解される（最判平成9年7月1日）。これは、販売行為においては、購入者はその特許製品について有するすべての権利（財産権）を取得することを前提に取引がされる。すると、特許権者が製造販売した特許製品の使用や転売に際して許諾を要するとすれば、市場における商品の自由な流通が阻害され、特許製品の円滑な流通が妨げられる。このことは、かえって特許権者の利益を害する結果ときたすためである。また、特許権者は、販売によって代金を得ており、特許権者が流通過程において二重に利得を得る必要性は存在しないためである。
一方で、特許権者等が販売した特許製品について、加工や部材の交換がされ，それによりその特許製品と同一性を欠く特許製品が新たに製造されたものと認められるときは、特許権は消尽せず、特許権の侵害となると解される（最判平成19年11月8日）。これは、特許権の消尽により特許権の行使が制限される対象となるのは、飽くまで特許権者等が国内及び国外において譲渡した特許製品そのものに限られるためである。
また、外国で特許権者が生産したものを輸入したもの（並行輸入品）の販売については、
- 譲受人に対しては、特許権者が販売した特許製品について販売先ないし使用地域から日本を除外する旨を、特許権者と譲受人との間で合意した場合
- 譲受人から特許製品を譲り受けた第三者及びその転得者に対しては、上記合意をした上で、特許製品にこれを明確に表示した場合

といった留保を付した場合には、特許権は消尽せず、特許権の侵害となる旨が判示されている（最判平成9年7月1日、最判平成19年11月8日）。

### その他の知的財産権
商標権は、商標に化体した業務上の信用を保護するものであるため、消尽は観念されない。登録商標を付した商品の転売が商標権の侵害に当たるか否かの問題は、商標の機能が害されるか否かによって判断される（例えば、最判平成15年2月27日）。
半導体集積回路の回路配置に関する法律12条3項は、回路配置利用権が消尽することを規定している。
著作権法においては、国際条約に準じるため、平成11年の著作権法改正において譲渡権が創設されるとともに、日本は国際消尽を採用することが明確化され、26条の2第2項、95条の2、97条の2において譲渡権の消尽が規定されている。
種苗法21条4項は育成者権が消尽することを規定している。

## アメリカの事例
1976年アメリカ合衆国著作権法にて「頒布権の消尽」（"exhaustion of distribution right"）を規定している（口開けの法理、ファーストセール・ドクトリン）。また、米国も国際消尽の立場をとっており、「Quality King Distributors Inc. v. L'anza Research International Inc., 523 U.S. 135 (1998)」において「米国内で製造された正規の輸出品の米国内への再輸入（並行輸入」）が、「Kirtsaeng v. John Wiley & Sons, Inc., 568 U.S. 519 (2013)」において「海外で製造された正規品の米国内への並行輸入」が連邦最高裁の判決により認められている。

## 条約上の取り扱い
実演及びレコードに関する世界知的所有権機関条約の第8条(2)、第12条(2)にて実演家、レコード製作者それぞれの譲渡権の消尽について、締約国が自由に定めることを許可している。
TRIPS協定では、この協定に係る紛争解決においては、第3条（内国民待遇）及び第4条（最恵国待遇）の規定を除くほか、この協定のいかなる規定も、知的所有権の消尽に関する問題を取り扱うために用いてはならないと規定されている（TRIPS第6条）。